# Liriomyza gayi
Liriomyza gayi är en tvåvingeart som beskrevs av Porter 1915. Liriomyza gayi ingår i släktet Liriomyza och familjen minerarflugor. Inga underarter finns listade i Catalogue of Life.